# وليام ويليامز كين
وليام ويليامز كين (بالإنجليزية: William Williams Keen )‏ من مواليد 19 يناير 1837 وهو أول طبيب أمريكي متخصص في جراحة الدماغ في الولايات المتحدة.

## حياته
ولد وليام في فيلادلفيا، بنسلفانيا في 19 يناير 1837، ابن ويليامز كين (1797-1882) وسوزان بود. حضر المدرسة الثانوية المركزية في فيلادلفيا. درس في جامعة براون، وتخرج في عام 1859. تخرج من كلية جيفرسون الطبية في عام 1862. خلال الحرب الأهلية الأمريكية، عمل في القوات البرية للولايات المتحدة كجراح.وبعد الحرب، أمضى عامين في الدراسة في باريس وبرلين.
بدأ كين بتدريس علم الأمراض (الباثولوجي) في فيلادلفيا. وكان رئيس كلية فيلادلفيا من 1875 إلى 1889. أصبح معروفا في المجتمع الطبي في جميع أنحاء العالم لاختراعه العديد من الإجراءات الجديدة في جراحة الدماغ، بما في ذلك الصرف إزالة أورام الدماغ الكبيرة. كما أجرى كين واحدة من أولى عمليات الإزالة الناجحة لورم في المخ. شارك كين أيضا في عملية جراحية سرية لإزالة ورم الفك السرطاني على جروفر كليفلاند في عام 1893.
تزوج في عام 1867 من إيما كورينا بوردن. كان لديهم أربعة أطفال: كورين وفلورنسا ودورا ومارغريت. توفي في فيلادلفيا في 7 يونيو 1932، في سن ال 95.

## الأوسمة
حصل على الدكتوراه الفخرية من كلية جيفرسون الطبية وبراون وشمال غرب وتورونتو وادنبره وييل وسانت اندروز وجرايفسفالد وجامعات أوبسالا، وشغل منصب رئيس الجمعية الجراحية الأمريكية (1898) والجمعية الطبية الأمريكية (1900)، (1903)، والجمعية الأمريكية للفلسفة (بعد عام 1907).
اُنتخب رئيسا عام 1917 في اجتماع للجمعية الجراحية الدولية. بعد 1894، كان عضوا أجنبيا في سوسيتيه دي تشيرورجي باريس وسوسيتيه بيلج دي تشيرورجي والجمعية السريرية في لندن. كما كان زميل فخري لكلية الجراحين الملكية بإنجلترا وكلية الجراحين الملكية بإدنبرة والجمعية الألمانية للجراحة وجمعية باليرمو الجراحية وبيرلينر مديزينيش جيسيلزشافت وزميل في الأكاديمية الأمريكية للفنون والعلوم.

## أعماله
لقد نشر:

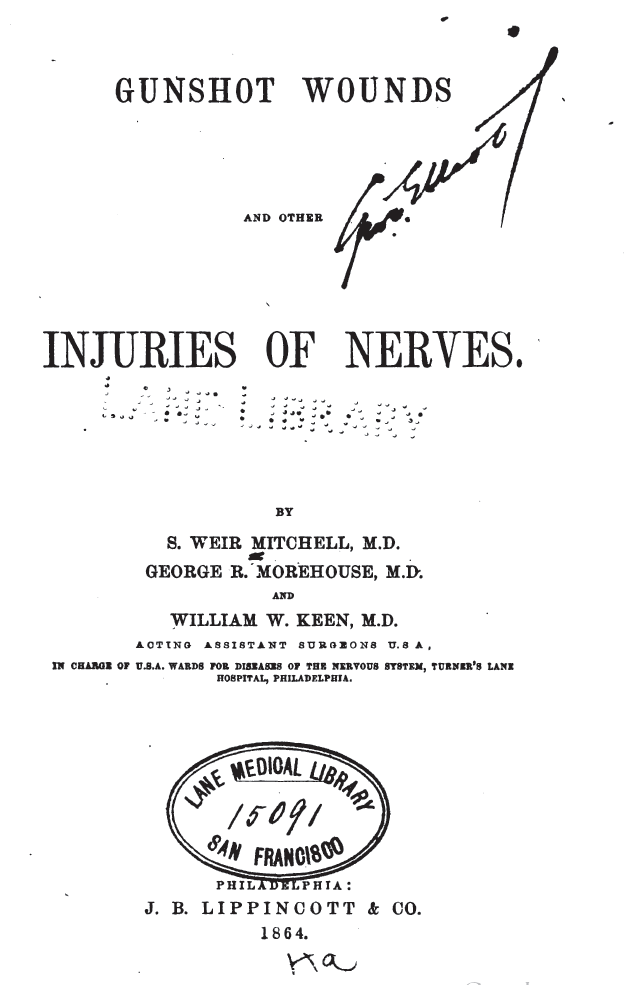
(إصابات الطلقات النارية والإصابات الأخرى في العصب) مع سيلاس وير ميتشل زجورج ريد مورهوس (1864)

- المخططات السريرية للجسم البشري (1870)
- التاريخ المبكر للتشريح العملي (1875)
- المضاعفات الجراحية ومطهرات حمى التيفوئيد (1898)
- تجارب الحيوانات والتقدم الطبي (1914)
- الطبعة الإنجليزية الأمريكية الجديدة «الحادية عشرة» لتشريح جراي (سبتمبر 1887)[11]
- الطبعة الإنجليزية الأمريكية الجديدة «الثالثة عشرة» لتشريح جراي (سبتمبر 1893)[11]
- الكتاب الأمريكي للجراحة (1899، 1903)
- نظام كين للجراحة (1905-13)
- الحياة الأبدية، العقيدة والتكهنات (1924)

قام بتأليف:
- (إصابات الطلقات النارية والإصابات الأخرى في العصب) مع سيلاس وير ميتشل زجورج ريد مورهوس (1864)

## وصلات خارجية
- وليام ويليامز كين على موقع الموسوعة البريطانية (الإنجليزية)
- وليام ويليامز كين على موقع فايند أغريف